# فرنسيسكو بيريرا مارتينيز
فرنسيسكو بيريرا مارتينيز (بالإسبانية: Francisco Pereira Martínez)‏ هو محامي كولومبي، ولد في 11 يناير 1783، وتوفي في 20 أغسطس 1863.